# Сан-Гейбриел (река, впадает в Тихий океан)

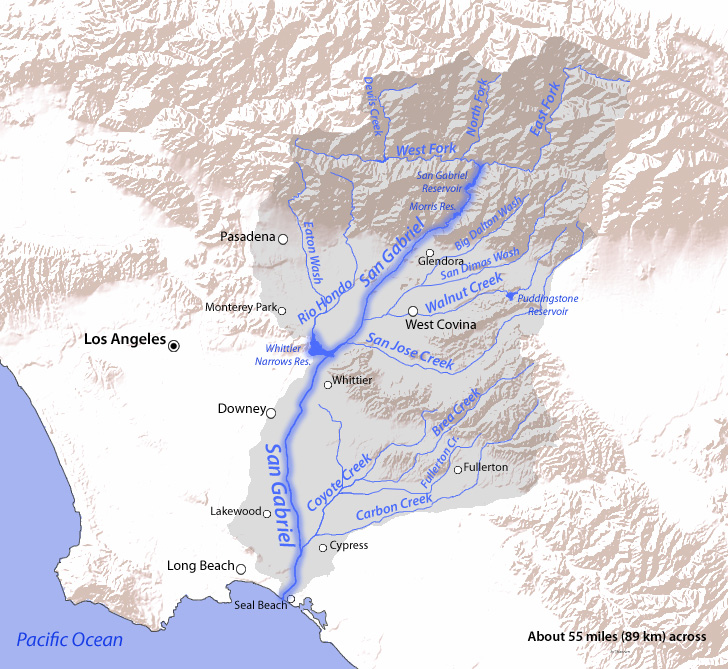
Карта бассейна реки Сан-Гейбриел

Сан-Ге́йбриел (англ. San Gabriel River) — крупная река на юге штата Калифорния, США. В административном отношении протекает по территории округов Лос-Анджелес и Ориндж. Длина реки составляет 98 км.
Берёт начало в районе горного хребта Сан-Гейбриел на территории национального леса Анджелес и течёт преимущественно в юго-западном направлении. Впадает в залив Аламитос Тихого океана, между городами Лонг-Бич и Сил-Бич. Основные притоки: Бэр-Крик, Уолнат-Крик, Сан-Хосе-Крик, Койот-Крик и др.
Площадь бассейна реки составляет 1847 км²; он включает восток округа Лос-Анджелес и северо-запад округа Ориндж. Бассейн реки Сан-Гейбриел граничит с бассейном реки Лос-Анджелес (на западе) и с бассейном реки Санта-Ана (на юго-востоке). На севере он граничит с засушливой бессточной областью пустыни Мохаве и реки Мохаве. Река Сан-Гейбриел протекает главным образом в западной части своего бассейна. В бассейне реки расположены 37 крупных городов, из них 19 находятся непосредственно на её берегах.